# Jamajka na Letních olympijských hrách 1968
Jamajka se účastnila Letní olympiády 1968 v Mexiku.

## Medailisté
| Medaile | Jméno         | Sport    | Soutěž            |
| ------- | ------------- | -------- | ----------------- |
| Stříbro | Lennox Miller | Atletika | Muži běh na 100 m |